# 天平
天平（てんぴょう、旧字体：天平󠄁）は、日本の元号の一つ。神亀の後、天平感宝の前。729年から749年までの期間を指す。この時代の天皇は聖武天皇。
奈良時代の最盛期にあたるため、東大寺、唐招提寺などに残るその時代の文化を天平文化と呼ぶことが多い。

## 改元
- 神亀6年8月5日（ユリウス暦729年9月2日）- 「天王貴平知百年」の文字を背に負った瑞亀の献上により改元。
- 天平21年4月14日（ユリウス暦749年5月4日）- 天平感宝に改元。

## 天平年間の出来事
- 元年（729年）
  - 8月5日：瑞亀の出現により天平と改元する。
  - 8月10日：藤原光明子（29・正三位夫人）を皇后に立てる詔が出される（光明皇后）。
  - 8月24日：聖武天皇 (29) が朝臣達を集めて光明皇后立后の訳を説明する。
  - 京・畿内の班田司を任ずる。
- 2年（730年）
  - 1月13日：大伴旅人の家に弟子が集まり宴会が行われる。(令和の出典：万葉集より)
  - 9月：諸国の防人を停止する。
- 3年（731年）
  - 3月：諏方国を廃して、信濃国に併合する。
  - 8月5日：舎人親王が諸司の四等官以上に「朝廷が人材不足だから良い人があれば推薦せよ」と言う。
  - 8月11日：藤原宇合 (38)、藤原麻呂 (37)、葛城王（48・橘諸兄）、鈴鹿王らが参議になる。
- 5年（733年）
  - 正月：県犬養橘三千代（正三位）が薨去し、従一位を贈られる。
- 6年（734年）
  - 717年出発の遣唐使玄昉と下道真備（40・吉備真備）が種子島に帰り着く。
- 7年（735年）
  - 新田部親王と舎人親王 (60) が死亡する。九州で天然痘の大流行が発生し、その後本州に伝播する。（天平の疫病大流行）
- 8年（736年）
  - 県犬養橘三千代と美努王の息子・葛城王 (53) と佐為王が臣籍に下って橘宿禰を名乗り、橘諸兄・橘佐為となる。
- 9年（737年）
  - 4月：天然痘で参議藤原房前（57・参議）が薨去する。
  - 7月：同じく天然痘で藤原麻呂（43・参議）と藤原武智麻呂（58・右大臣）が薨去する。
  - 8月：同じく天然痘で藤原宇合（44・参議）が薨去する（＝藤原四兄弟が全て薨去）。橘佐為も死亡する。僧侶を宮中に召集して『大般若経』・『最勝王経』を読誦させる。玄昉が僧正となる。
  - 9月：鈴鹿王（参議）を知太政官事に、橘諸兄（54・参議）を大納言に任命する。
  - 12月：武智麻呂の遺児藤原豊成 (34) が参議になる。
  - 12月27日：玄昉が聖武天皇 (37) の生母藤原宮子（皇太夫人）の病を祈禱によって治療する。令制国の「大倭国」(現奈良県)を「大養徳国」に改める。
- 10年（738年）
  - 1月13日：聖武天皇と光明皇后 (38)の娘・阿倍内親王（21・孝謙天皇）が皇太子となる（＝女性皇太子の唯一の例）。
  - 7月10日：長屋王を誣告した中臣宮処東人が大伴子虫に斬殺される。
  - 12月：宇合の長男藤原広嗣（従五位下）が大宰府に左遷される。
- 12年（740年）
  - 5月：聖武天皇 (40) が相楽にある橘諸兄 (57) の別荘へ行き、宴会で諸兄の息子橘奈良麻呂 (20) に従五位下を授ける。
  - 8月29日：大宰府の藤原広嗣が、国政を批判し、玄昉と下道真備を排除するよう求める上表をする（＝藤原広嗣の乱）
  - 9月3日：広嗣の上表が謀叛と断じられ、大野東人が大将軍として1万7千人の兵を率いて征討に向かう。
  - 10月19日：旅行のため伊勢国に仮宮を造るよう天皇が命令する。
  - 10月23日：逃亡中の広嗣やその弟藤原綱手が五島列島で逮捕される。
  - 10月26日：「思うところあって関東に行く。そのような時ではないが仕方の無いことである」との勅が天皇から大野東人に発せられる。
  - 10月29日：天皇、皇后、元正上皇 (61)、諸兄らとともに平城京を出発する。
  - 12月15日：恭仁京へ遷都する[1]。
- 14年（742年）
  - 大宰府廃止。
- 15年（743年）
  - 5月27日：墾田永年私財法施行。
- 16年（744年）
  - 2月26日：難波京へ遷都する[1]。
  - 10月15日：大仏建立の詔。
- 17年（745年）
  - 1月：紫香楽宮へ事実上の遷都を行う[2]。
  - 5月11日：平城京へ遷都する（平城還都）[2]。
- 20年（748年）
  - 元正上皇 (69) が崩御する。
- 21年（749年）
  - 聖武天皇 (49)、光明皇后 (49)、藤原宮子（皇太夫人）が出家する。
  - 陸奥国から金が出たと伝えられる。

### 誕生
- 5年 - 淳仁天皇
- 9年 - 桓武天皇

### 死去
- 9年
  - 4月17日 - 藤原房前
  - 7月13日 - 藤原麻呂
  - 7月25日 - 藤原武智麻呂
  - 8月5日 - 藤原宇合
- 20年
  - 4月21日 - 元正太上天皇

## 西暦との対照表
※は小の月を示す。
| 天平元年（己巳）     | 一月     | 二月※  | 三月  | 四月※   | 五月  | 六月    | 七月※   | 八月※   | 九月  | 十月※  | 十一月  | 十二月※  |          |
| -------------------- | -------- | ------ | ----- | ------- | ----- | ------- | ------- | ------- | ----- | ------ | ------- | -------- | -------- |
| ユリウス暦           | 729/2/3  | 3/5    | 4/3   | 5/3     | 6/1   | 7/1     | 7/31    | 8/29    | 9/27  | 10/27  | 11/25   | 12/25    |          |
| 天平二年（庚午）     | 一月     | 二月※  | 三月  | 四月    | 五月※ | 六月    | 閏六月※ | 七月    | 八月※ | 九月   | 十月※   | 十一月   | 十二月※  |
| ユリウス暦           | 730/1/23 | 2/22   | 3/23  | 4/22    | 5/22  | 6/20    | 7/20    | 8/18    | 9/17  | 10/16  | 11/15   | 12/14    | 731/1/13 |
| 天平三年（辛未）     | 一月     | 二月※  | 三月  | 四月※   | 五月  | 六月※   | 七月    | 八月    | 九月※ | 十月   | 十一月※ | 十二月   |          |
| ユリウス暦           | 731/2/11 | 3/13   | 4/11  | 5/11    | 6/9   | 7/9     | 8/7     | 9/6     | 10/6  | 11/4   | 12/4    | 732/1/2  |          |
| 天平四年（壬申）     | 一月※    | 二月   | 三月※ | 四月※   | 五月  | 六月    | 七月※   | 八月    | 九月  | 十月※  | 十一月  | 十二月   |          |
| ユリウス暦           | 732/2/1  | 3/1    | 3/31  | 4/29    | 5/28  | 6/27    | 7/27    | 8/25    | 9/24  | 10/24  | 11/22   | 12/22    |          |
| 天平五年（癸酉）     | 一月※    | 二月   | 三月※ | 閏三月※ | 四月※ | 五月    | 六月※   | 七月    | 八月  | 九月※  | 十月    | 十一月   | 十二月※  |
| ユリウス暦           | 733/1/21 | 2/19   | 3/21  | 4/19    | 5/18  | 6/16    | 7/16    | 8/14    | 9/13  | 10/13  | 11/11   | 12/11    | 734/1/10 |
| 天平六年（甲戌）     | 一月     | 二月※  | 三月  | 四月※   | 五月※ | 六月    | 七月※   | 八月    | 九月※ | 十月   | 十一月  | 十二月   |          |
| ユリウス暦           | 734/2/8  | 3/10   | 4/8   | 5/8     | 6/6   | 7/5     | 8/4     | 9/2     | 10/2  | 10/31  | 11/30   | 12/30    |          |
| 天平七年（乙亥）     | 一月※    | 二月   | 三月※ | 四月    | 五月※ | 六月※   | 七月    | 八月※   | 九月  | 十月※  | 十一月  | 閏十一月 | 十二月※  |
| ユリウス暦           | 735/1/29 | 2/27   | 3/29  | 4/27    | 5/27  | 6/25    | 7/24    | 8/23    | 9/21  | 10/21  | 11/19   | 12/19    | 736/1/18 |
| 天平八年（丙子）     | 一月     | 二月   | 三月※ | 四月    | 五月※ | 六月※   | 七月    | 八月※   | 九月  | 十月※  | 十一月  | 十二月※  |          |
| ユリウス暦           | 736/2/16 | 3/17   | 4/16  | 5/15    | 6/14  | 7/13    | 8/11    | 9/10    | 10/9  | 11/8   | 12/7    | 737/1/6  |          |
| 天平九年（丁丑）     | 一月     | 二月   | 三月  | 四月※   | 五月  | 六月※   | 七月※   | 八月    | 九月※ | 十月   | 十一月※ | 十二月   |          |
| ユリウス暦           | 737/2/4  | 3/6    | 4/5   | 5/5     | 6/3   | 7/3     | 8/1     | 8/30    | 9/29  | 10/28  | 11/27   | 12/26    |          |
| 天平十年（戊寅）     | 一月※    | 二月   | 三月  | 四月※   | 五月  | 六月※   | 七月    | 閏七月※ | 八月  | 九月※  | 十月    | 十一月※  | 十二月   |
| ユリウス暦           | 738/1/25 | 2/23   | 3/25  | 4/24    | 5/23  | 6/22    | 7/21    | 8/20    | 9/18  | 10/18  | 11/16   | 12/16    | 739/1/14 |
| 天平十一年（己卯）   | 一月※    | 二月   | 三月※ | 四月    | 五月  | 六月※   | 七月    | 八月※   | 九月  | 十月※  | 十一月  | 十二月※  |          |
| ユリウス暦           | 739/2/13 | 3/14   | 4/13  | 5/12    | 6/11  | 7/11    | 8/9     | 9/8     | 10/7  | 11/6   | 12/5    | 740/1/4  |          |
| 天平十二年（庚辰）   | 一月     | 二月※  | 三月  | 四月※   | 五月  | 六月※   | 七月    | 八月    | 九月※ | 十月   | 十一月※ | 十二月   |          |
| ユリウス暦           | 740/2/2  | 3/3    | 4/1   | 5/1     | 5/30  | 6/29    | 7/28    | 8/27    | 9/26  | 10/25  | 11/24   | 12/23    |          |
| 天平十三年（辛巳）   | 一月※    | 二月   | 三月※ | 閏三月※ | 四月  | 五月※   | 六月    | 七月    | 八月※ | 九月   | 十月    | 十一月※  | 十二月   |
| ユリウス暦           | 741/1/22 | 2/20   | 3/22  | 4/20    | 5/19  | 6/18    | 7/17    | 8/16    | 9/15  | 10/14  | 11/13   | 12/13    | 742/1/11 |
| 天平十四年（壬午）   | 一月※    | 二月   | 三月※ | 四月※   | 五月  | 六月※   | 七月    | 八月※   | 九月  | 十月   | 十一月  | 十二月※  |          |
| ユリウス暦           | 742/2/10 | 3/11   | 4/10  | 5/9     | 6/7   | 7/7     | 8/5     | 9/4     | 10/3  | 11/2   | 12/2    | 743/1/1  |          |
| 天平十五年（癸未）   | 一月     | 二月※  | 三月  | 四月※   | 五月※ | 六月    | 七月※   | 八月    | 九月※ | 十月   | 十一月  | 十二月   |          |
| ユリウス暦           | 743/1/30 | 3/1    | 3/30  | 4/29    | 5/28  | 6/26    | 7/26    | 8/24    | 9/23  | 10/22  | 11/21   | 12/21    |          |
| 天平十六年（甲申）   | 一月※    | 閏一月 | 二月※ | 三月    | 四月※ | 五月※   | 六月    | 七月※   | 八月※ | 九月   | 十月    | 十一月※  | 十二月   |
| ユリウス暦           | 744/1/20 | 2/18   | 3/19  | 4/17    | 5/17  | 6/15    | 7/14    | 8/13    | 9/11  | 10/10  | 11/9    | 12/9     | 745/1/7  |
| 天平十七年（乙酉）   | 一月     | 二月   | 三月※ | 四月    | 五月※ | 六月※   | 七月    | 八月※   | 九月※ | 十月   | 十一月  | 十二月※  |          |
| ユリウス暦           | 745/2/6  | 3/8    | 4/7   | 5/6     | 6/5   | 7/4     | 8/2     | 9/1     | 9/30  | 10/29  | 11/28   | 12/28    |          |
| 天平十八年（丙戌）   | 一月     | 二月   | 三月※ | 四月    | 五月  | 六月※   | 七月※   | 八月    | 九月※ | 閏九月 | 十月※   | 十一月   | 十二月※  |
| ユリウス暦           | 746/1/26 | 2/25   | 3/27  | 4/25    | 5/25  | 6/24    | 7/23    | 8/21    | 9/20  | 10/19  | 11/18   | 12/17    | 747/1/16 |
| 天平十九年（丁亥）   | 一月     | 二月※  | 三月  | 四月    | 五月※ | 六月    | 七月※   | 八月    | 九月※ | 十月   | 十一月※ | 十二月   |          |
| ユリウス暦           | 747/2/14 | 3/16   | 4/14  | 5/14    | 6/13  | 7/12    | 8/11    | 9/9     | 10/9  | 11/7   | 12/7    | 748/1/5  |          |
| 天平二十年（戊子）   | 一月※    | 二月   | 三月※ | 四月    | 五月※ | 六月    | 七月    | 八月※   | 九月  | 十月※  | 十一月  | 十二月※  |          |
| ユリウス暦           | 748/2/4  | 3/4    | 4/3   | 5/2     | 6/1   | 6/30    | 7/30    | 8/29    | 9/27  | 10/27  | 11/25   | 12/25    |          |
| 天平二十一年（己丑） | 一月     | 二月※  | 三月※ | 四月    | 五月  | 閏五月※ | 六月    | 七月※   | 八月  | 九月   | 十月※   | 十一月   | 十二月※  |
| ユリウス暦           | 749/1/23 | 2/22   | 3/23  | 4/21    | 5/21  | 6/20    | 7/19    | 8/18    | 9/16  | 10/16  | 11/15   | 12/14    | 750/1/13 |